# Matija Ljubek

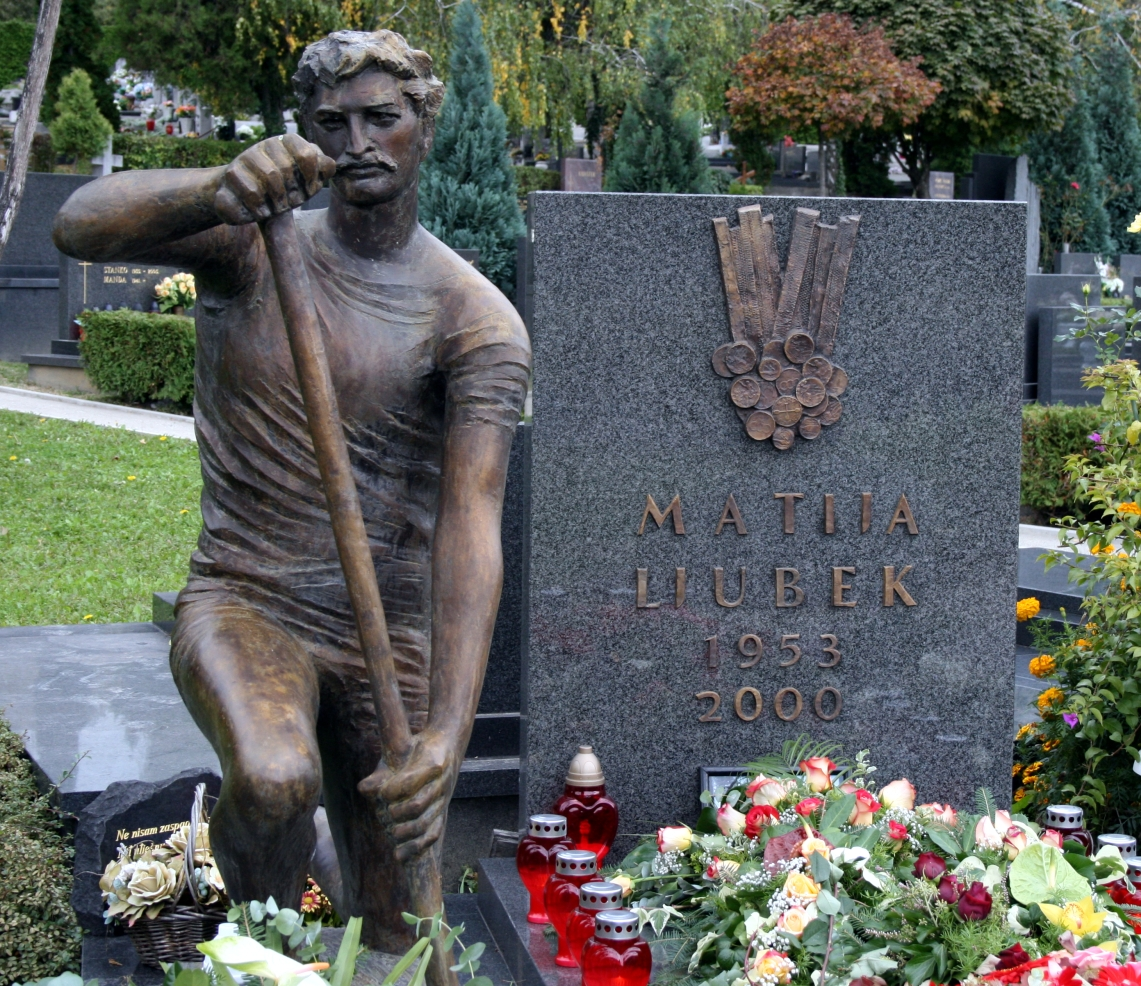
Grab von Matija Ljubek auf dem Mirogoj-Friedhof in Zagreb

Matija Ljubek (* 22. November 1953 in Belišće; † 11. Oktober 2000 in Valpovo, Gespanschaft Osijek-Baranja) war ein jugoslawischer Kanute. Er nahm von 1976 bis 1988 viermal an Olympischen Spielen teil und gewann zwei Goldmedaillen, eine Silbermedaille und eine Bronzemedaille.

## Karriere
Der 1,80 m große Ljubek gewann bei den Weltmeisterschaften 1975 in Belgrad die einzige Medaille für die Heim-Mannschaft, als er mit dem Einer-Canadier auf der 10.000-Meter-Strecke Dritter wurde. Im Jahr darauf erkämpfte er bei den Olympischen Spielen in Montreal Gold über 1000 Meter und Bronze über 500 Meter. 1978 gewann er, wiederum in Belgrad, auf der 1000-Meter-Strecke seinen ersten Weltmeistertitel. Bei den Olympischen Spielen 1980 in Moskau belegte Ljubek auf den Einzelstrecken einen achten und einen neunten Rang. Die beste Platzierung in Moskau erreichte er mit einem vierten Platz im Zweier-Canadier über 1000 Meter zusammen mit Mirko Nišović. Zusammen mit Nišović gewann Ljubek in den 1980er Jahren drei Weltmeistertitel, zweimal Silber und einmal Bronze. Hinzu kam eine olympische Goldmedaille und eine Silbermedaille 1984 in Los Angeles. Bei Ljubeks viertem Olympiastart 1988 in Seoul erreichten Ljubek und Nišović nicht mehr das Finale.
Ljubek wurde kurz nach den Olympischen Spielen 2000, wohin er als Offizieller das Kroatische Team begleitet hatte, von einem Verwandten bei einem Familienstreit erschossen.

## Internationale Medaillen
(OS=Olympische Spiele; WM=Weltmeisterschaften)
- WM 1975: Bronze Einer-Canadier 10.000 Meter[1]
- OS 1976: Gold Einer-Canadier 1000 Meter, Bronze Einer-Canadier 500 Meter
- WM 1978: Gold Einer-Canadier 1000 Meter[2], Bronze Einer-Canadier 10.000 Meter
- WM 1981: Silber Einer-Canadier 10.000 Meter
- WM 1982: Gold Zweier-Canadier 500 Meter[3], Silber Zweier-Canadier 1000 Meter (jeweils mit Mirko Nišović)
- WM 1983: Gold Zweier-Canadier 500 Meter, Bronze Zweier-Canadier 1000 Meter (jeweils mit Mirko Nišović)
- OS 1984: Gold Zweier-Canadier 500 Meter, Silber Zweier-Canadier 1000 Meter (jeweils mit Mirko Nišović)
- WM 1985: Gold Zweier-Canadier 10.000 Meter, Silber Zweier-Canadier 1000 Meter (jeweils mit Mirko Nišović)